# 東瀬戸経済圏
東瀬戸経済圏（ひがしせとけいざいけん）とは、政令指定都市であり中四国地域最大の都市である岡山都市圏を中核として、岡山県南部・広島県東南部の福山都市圏及び瀬戸内海を挟んで接する香川県の高松都市圏に広がる広域的な経済地域のことである。岡山県北部の美作地方（旧美作国）に位置する津山都市圏を含めることも多い。

## 呼称
「東瀬戸経済圏」は、複数の県にまたがって存在するため、各県庁はあまり用いない名称・定義である。しかし、内閣府、経済産業省を始めとする国の機関、倉敷市・高松市などの市町村、広域的な経済も対象とする山陽新聞、全国地方銀行協会、岡山経済研究所などの報道機関やシンクタンク等々、多くの機関で用いられている。
東瀬戸経済圏は、「東瀬戸」「東瀬戸圏」、構成主要都市圏の名前をとって「岡山・倉敷・備後・高松都市圏」、令制国の名称などを用いた「備讃瀬戸広域都市圏」などとも呼ばれる。
この地域は完全に連担した都市圏（コナーベーション）とまではまだなっていないため、「都市圏」との呼称よりも、農業地域を含む「広域都市圏」や、経済的一体性をもった地域を示す「経済圏」との呼称が実態をよく示している。
そのため、本記事名および記述内では「東瀬戸経済圏」の名称を用いる。

## 概要
東瀬戸経済圏内にある主要都市圏
- 岡山都市圏（岡山県：岡山市・倉敷市・玉野市・備前市など）
- 福山都市圏（広島県：福山市・尾道市・府中市、岡山県：笠岡市・井原市など）
- 高松都市圏（香川県：高松市・丸亀市・坂出市など）
- 津山都市圏（岡山県：津山市・美作市・美咲町など）

以前から、岡山県と香川県は県域放送を相互に共有する地域であったが、1988年の瀬戸大橋（瀬戸中央自動車道および本四備讃線・瀬戸大橋線）開通に合わせ、国道2号・岡山バイパス、山陽自動車道などが相次いで整備・供用開始され、これらの3つの都市圏はさらに相互に交流・影響しあうようになった。1999年、しまなみ海道が開通すると、愛媛県の今治都市圏もこの経済圏に近くなった。
また、JR岡山・福山駅間には快速サンライナー（2021年春ダイヤ改正にて全廃決定）が、JR岡山・津山駅間には快速ことぶきが、JR岡山・高松駅間には快速マリンライナーがそれぞれ30分ヘッドで運行され、JR高松・観音寺駅、伊予西条駅、松山駅/琴平駅間には快速サンポートが毎時1〜2本設定されており、東瀬戸経済圏における旅客輸送上大きな役割を果たしている。
このような中国地方と四国地方にまたがる経済圏の成立と、さらにこの経済圏を山陰地方の中枢の米子都市圏（中海・宍道湖・大山圏域）から太平洋岸の高知都市圏まで南北に貫く高速道路網（山陰自動車道・米子自動車道・岡山自動車道・瀬戸大橋・高松自動車道・高知自動車道）が開通したことにより、1996年6月に中四国南北軸交流懇談会が中四国6県（鳥取・島根・岡山・香川・徳島・高知）の商工会議所連合会会長・会頭により設立され、43の商工会議所から2名ずつの委員による中四国南北軸交流委員会も設置された。
このように東瀬戸経済圏は、中国四国地方のあらゆる方向への高速陸上交通の要衝となっている。そのため、「中国・四国地方」という枠組みでは特に岡山市が結節点となって、「中四国支店」という名称で支店・支社・流通拠点が広島から移転して岡山に置かれる例が現在進行形で見られている。

## 東瀬戸経済圏の形成と推移
1988年4月10日の瀬戸大橋開通後、四国と本州の間の物流は船から瀬戸中央自動車道へ、人の移動も船から瀬戸大橋線へと大きく変化した。その後、瀬戸中央道と接続する四国内の高速道路網が順次完成し、県庁所在地に直結したことで経済面で大きな効果を発揮し始めた。また香川大学では岡山県出身者が学生の半数を占めるなど、通勤や通学でも岡山・香川の日常的な相互交流は大きくなっている。
1998年4月に京阪神と四国を結ぶ明石海峡大橋が開通した。これにより、四国と京阪神の間では高速バスが大きく発展した。特に香川県では高速バスが劇的にシェアを伸ばし、高松市以東では鉄道を圧倒している。これは運賃が鉄道の約半額と安い割りに所要時間が鉄道に比して長すぎないこと（明石ルートの方が距離が短いため）、京阪神の中心駅に乗り換えなしで到達できること、ゆめタウン高松や高松中央ICバスターミナルなどに無料駐車場が設置され、パークアンドライドが可能であることなどによる。この変化により、特に四国東部の住民の高付加価値商品（特にファッション関係）の購買地が、高松から京阪神へシフトした。
- （参考）大阪 - 高松・丸亀線（片道3000円程度、所要160 - 180分）
香川県 - 阪神間は、1999年度は約10万人/年度だったが、2005年度は120万人/年度に増加[6]。

他方、高松と大阪（京阪神）との間では、岡山経由の方が淡路島経由に比べて距離的には長くなるものの、通行料金が安く設定されており、物流において、岡山は中四国の流通拠点としての地位を高め、瀬戸大橋開通後から岡山県の倉庫面積は急拡大し、現在、広島を抜き中四国地方では1位となった。また、東日本大震災以降から移住者が増え
、地価も上昇している。